# Pravij sektor
Pravij sektor (ukrainsk: Пра́вий се́ктор, tr. Právij séktor) er en ukrainsk militant gruppe, der hovedsagelig består af unge mænd med højreorienterede, ultra højreorienterede, på grænsen til fascistiske eller neofascistiske holdninger. Medlemmerne kommer fra forskellige regioner af Ukraine. Ifølge forskellige rapporter, har organisationen mellem 2.000 og 3.000 aktive medlemmer i Kyiv.

## Oversigt
Ifølge nogle Pravij sektor-medlemmer og Pravij sektor-lederen Dmitro Jarosj er organisationen tilknyttet flere små ukrainske højreekstremistiske grupper, herunder "Trident", Ukraines patrioter, "White Hammer", og Ukrainsk folkeforsamling - Ukrainsk nationale solidaritet organisation. Et Pravij sektor-medlem Andriy Tarasenko, har erklæret, at organisationen blev oprettet i slutningen af november 2013 og "de fleste deltagere er bare almindelige borgere, der ikke har relation til nogen organisation".
Pravij sektor associerer sig ikke med Ukraines største højreekstremistiske parti, Svoboda, som Pravij sektor anser for at være for liberale og konforme. I et interview har Jarosj udtalt, at Pravij sektor og Svoboda "har en masse fælles holdninger, når det kommer til ideologiske spørgsmål", men at Pravij sektor "absolut kan acceptere visse racistiske synspunkter, som de [Svoboda] deler".
Når man taler om hans holdning til ikke-ukrainere, henviser Jarosj til den kontroversiel Stepan Bandera, nazist fra 2. verdenskrig, som forbillede. De, der kæmper sammen med Pravij sektor "for Ukraine" erklærede Jarosj, skal behandles "som kammerater". Og videre: De andre, de "der ikke støtter det ukrainske folks nationale befrielseskamp" skal behandles "på en fjendtlig måde". Ligesom mange ukrainske nationalister, bruger Pravij sektor rød-sorte symboler, svarende til de kampflag som den Ukrainske modstandhær benyttede.
Andriy Tarasenko udtalte blandt andet i et interview, at områder i Polen som Przemyśl bør blive en del af Ukraine, og at landet må genetablere sin atomslagstyrke.
I kølvandet på Janukovitj-regeringens sammenbrud, blev Jarosj og Victoria Siumar foreslået som mulige deputerede til national sikkerheds- og forsvarsudvalg.
Den 1. marts anmodede Pravij sektor-lederen Dmitro Jarosj, på sin Twitter-konto Dokka Umarov, tjetjensk oprørsleder med forbindelse til al-Qaeda, om støtte i Ukraine, og sagde, at det var et godt tidspunkt for at genrejse kampen mod Rusland.

## Historie
Ifølge Volodymyr Ishchenko, gæsteskribent på The Guardian, var Pravij sektor ansvarlig for de voldelige angreb den 1. december 2013 på den ukrainske administration, og har gennemført andre voldelige provokationer med politiet. Lederen af Pravij sektor, Dmitro Jarosj, har udtalt, at Pravij sektor har samlet et dødbringende arsenal af våben.
Pravij sektor var en af hovedaktørerne bag Hrushevskogogadeoptøjerne under Euromajdan i januar 2014. Pravij sektor samarbejdede med de fremtrædende aktører i forbindelse med Euromajdan, men havde ofte helt andre synspunkter. I modsætning til de fleste Euromajdan-tilhængere understøtter Pravij sektor-aktivister ikke ukrainsk medlemskab af EU, da de anser Den Europæiske Union for at være "undertrykker af europæiske nationer". Gruppen mener, at situationen i Ukraine i løbet af Euromajdan er en mulighed "for at ødelægge statens fundament" og begynde at opbygge en ny stat. Den ukrainske regering har klassificeret Pravij sektor som en ekstremistisk bevægelse og truer dens medlemmer med fængsel.
I februar 2014 udsendte Pravij sektor en advarsel om muligheden for et terrorangreb fra russiske eller ukrainske politiagenter, der førte til at Ukraines sikkerhedstjeneste (SBU) erklærede forhøjet alarmberedskab. Som svar erklærede Pravij sektor, af frygt for en iscenesat provokation, at organisationen ikke planlagde nogen terrorhandlinger, og at den var imod terror som politisk taktik.
Efter sammenbruddet af Janukovitjregeringen i 2014, besøgte Pravij sektor-lederen den israelske ambassade i Ukraine, og oplyste den israelske ambassadør Reuven Din-El, om at gruppen afviser antisemitisme, chauvinisme og fremmedhad.
Den 1. marts 2014 opfordrede Pravij sektor "Krim-tatarfolket" til "partisankrig mod besætterne".

## Ideologi
Pravij sektor anser af-russificering som nødvendig og retfærdig, men mener ikke at af-russificering bør tvinges igennem, og anerkender retten for nationale mindretal til uddannelse i deres egen identitet og kultur. De ser de-russificering som etniske ukraineres tilbagevenden til deres sprog, historie og kultur.
En af lederne fra Pravij sektor Andrej Tarasenko: "Europæisk integration er ikke vores mål. Integration med Europa betyder døden for Ukraine. Europa er døden for staten og kristendommen. Vi ønsker at skabe et Ukraine for etniske ukrainere, et Ukraine, der ikke tjener andre staters interesser".